# آلخاندرو سیلوا گونزالس
آلخاندرو سیلوا گونزالس (انگلیسی: Alejandro Silva González؛ زاده ۴ سپتامبر ۱۹۸۹) یک بازیکن فوتبال اهل اروگوئه است.
وی همچنین در تیم ملی فوتبال اروگوئه بازی کرده است.